# Vretenac veliki
Veliki vretenac (lat. Zingel zingel; sin. Aspro zingel) riba je iz porodice grgeča; tamnije je boje i naraste do 50 cm, ima širi rep te na leđnoj peraji ima 13 do 14 žbica. Vrlo je rijedak i živi u brzim vodama. Noćna je riba, a hrani se manjim ribama i glistama. 